# Brem-sur-Mer
Brem-sur-Mer (prononcer [bʁɛmˑsyʁˑmɛʁ]) est une commune du Centre-Ouest de la France, située à proximité de la « Côte de Lumière », dans le département de la Vendée en région Pays de la Loire.

## Géographie
Le territoire municipal de Brem-sur-Mer s'étend sur 1 617 hectares. L'altitude moyenne de la commune est de 27 mètres, avec des niveaux fluctuant entre 0 et 55 mètres,.

### Communes limitrophes
| Bretignolles-sur-Mer | La Chaize-Giraud    | Landevieille   |
|                      | Brem-sur-Mer        | Vairé          |
|                      | Les Sables-d'Olonne | L'Île-d'Olonne |

### Géologie et relief
Altitude : 53 m sur le secteur de la Bourdallière et 49 m à la Crulière.

### Environnement
La commune présente la particularité de ne pas donner directement sur la mer malgré son nom, mais sur la partie nord du marais d'Olonne, la façade maritime formée par un cordon dunaire se trouve en effet sur le territoire de la commune de Bretignolles-sur-Mer.

### Voies de communication et transports

#### Accès routiers
La commune est traversée par la route départementale 38, cet axe routier qui relie les stations balnéaires est très fréquenté en période estivale et lors des longs week-ends.
De nombreux projets au cours des années 2000 et 2010 se sont proposé de dévier l'agglomération de Brem voire celle de Bretignolles.
Parallèlement, la mise en voies rapides de la route départementale 32 raccourcit le temps de parcours entre Brem et Challans ou Nantes.

#### Transports en commun
Les gares les plus proches sont situées à plusieurs kilomètres de la ville. Celle de Saint-Gilles-Croix-de-Vie permet de rejoindre Nantes, chef-lieu de région, par un TER. Celle des Sables-d'Olonne permet de rejoindre Saumur et Nantes aussi avec un arrêt à La Roche-sur-Yon, chef-lieu de la Vendée, qui assure une correspondance avec la ligne de Nantes-Orléans à Saintes.
La gare des Sables-d'Olonne est la gare TGV la plus proche. Depuis 2008, des trains assurent quotidiennement la liaison avec Paris-Montparnasse, mettant ainsi la capitale française à 3 h 20 du littoral vendéen.

#### Transport aérien
Bien qu'il existe des aérodromes à Talmont-Saint-Hilaire (Les Sables-d'Olonne-Talmont) et à La Roche-sur-Yon (aux Ajoncs), aucun n'assure pour l'instant de ligne régulière avec d'autres aéroports. L'aéroport international le plus proche est celui de Nantes-Atlantique.

### Climat
Pour des articles plus généraux, voir Climat des Pays de la Loire et Climat de la Vendée.
En 2010, le climat de la commune est de type climat océanique franc, selon une étude du CNRS s'appuyant sur une série de données couvrant la période 1971-2000. En 2020, Météo-France publie une typologie des climats de la France métropolitaine dans laquelle la commune est exposée à un climat océanique et est dans la région climatique Bretagne orientale et méridionale, Pays nantais, Vendée, caractérisée par une faible pluviométrie en été et une bonne insolation.
Pour la période 1971-2000, la température annuelle moyenne est de 12,7 °C, avec une amplitude thermique annuelle de 13 °C. Le cumul annuel moyen de précipitations est de 808 mm, avec 12,5 jours de précipitations en janvier et 6,6 jours en juillet. Pour la période 1991-2020, la température moyenne annuelle observée sur la station météorologique de Météo-France la plus proche, « La Mothe Achard », sur la commune des Achards à 13 km à vol d'oiseau, est de 12,8 °C et le cumul annuel moyen de précipitations est de 959,1 mm,. Pour l'avenir, les paramètres climatiques de la commune estimés pour 2050 selon différents scénarios d'émission de gaz à effet de serre sont consultables sur un site dédié publié par Météo-France en novembre 2022.

## Urbanisme

### Typologie
Au 1er janvier 2024, Brem-sur-Mer est catégorisée bourg rural, selon la nouvelle grille communale de densité à sept niveaux définie par l'Insee en 2022.
Elle appartient à l'unité urbaine de Bretignolles-sur-Mer, une agglomération intra-départementale regroupant deux  communes, dont elle est une commune de la banlieue,,. Par ailleurs la commune fait partie de l'aire d'attraction des Sables-d'Olonne, dont elle est une commune de la couronne,. Cette aire, qui regroupe 9 communes, est catégorisée dans les aires de 50 000 à moins de 200 000 habitants,.
La commune, bordée par l'estuaire de l'Auzance, est également une commune littorale au sens de la loi du 3 janvier 1986, dite loi littoral. Des dispositions spécifiques d’urbanisme s’y appliquent dès lors afin de préserver les espaces naturels, les sites, les paysages et l’équilibre écologique du littoral, tel le principe d'inconstructibilité, en dehors des espaces urbanisés, sur la bande littorale des 100 mètres, ou plus si le plan local d’urbanisme le prévoit.

### Occupation des sols
L'occupation des sols de la commune, telle qu'elle ressort de la base de données européenne d’occupation biophysique des sols Corine Land Cover (CLC), est marquée par l'importance des territoires agricoles (71,6 % en 2018), en diminution par rapport à 1990 (73,7 %). La répartition détaillée en 2018 est la suivante : 
terres arables (34,4 %), zones agricoles hétérogènes (32,7 %), zones urbanisées (17,9 %), zones humides côtières (6,1 %), prairies (4,4 %), forêts (4,2 %), milieux à végétation arbustive et/ou herbacée (0,2 %). L'évolution de l’occupation des sols de la commune et de ses infrastructures peut être observée sur les différentes représentations cartographiques du territoire : la carte de Cassini (XVIIIe siècle), la carte d'état-major (1820-1866) et les cartes ou photos aériennes de l'IGN pour la période actuelle (1950 à aujourd'hui).

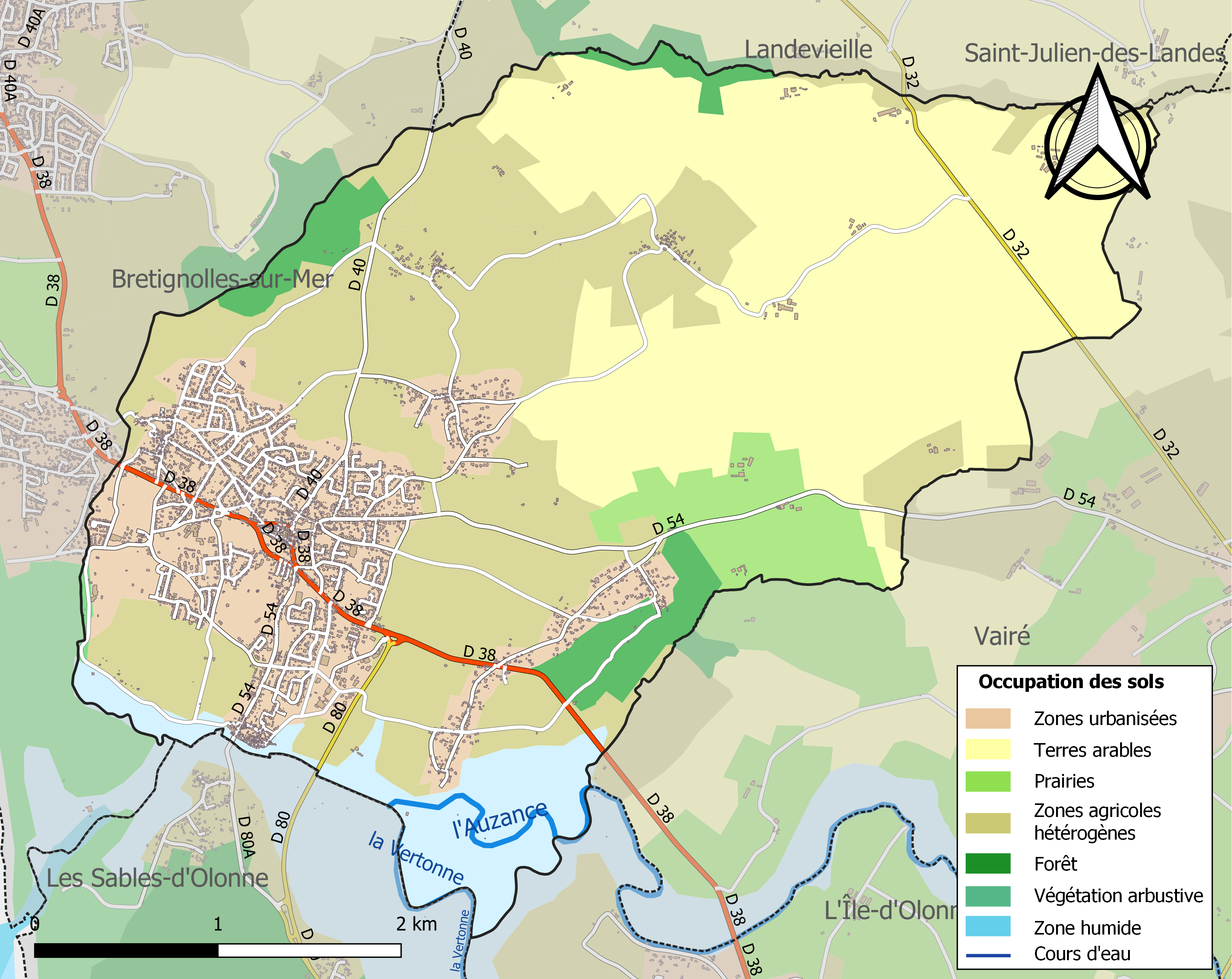
Carte des infrastructures et de l'occupation des sols de la commune en 2018 (CLC).

## Toponymie
Durant la Révolution, la commune de Saint-Martin-de-Brem porte le nom de Havre-Fidèle et celle de Saint-Nicolas-de-Brem celui de Bellevue.
En poitevin, la commune est appelée Brém.

## Histoire
Réalisé en 1899, un pont, celui du Havre-de-la-Gachère, relie Olonne à Saint-Martin. Quelques années plus tard, en 1904, les premiers estivants arrivent pour la première fois sur les communes du pays brémois.
Alors que la ligne de Bourgneuf aux Sables traverse la commune de Saint-Martin-de-Brem, une gare est implantée dans le bourg en 1920. Celle-ci est par la suite transformée en bureau de poste. Correspondant approximativement à l'actuelle route départementale 38, le tracé de la ligne de chemin de fer reliait la gare de Saint-Martin-de-Brem à celle de Brétignolles-sur-Mer et de l'Île-d'Olonne.
Par arrêté préfectoral du 28 décembre 1973 avec effet au 1er janvier 1974, les communes de Saint-Martin-de-Brem et de Saint-Nicolas-de-Brem sont réunies en une même entité — Brem-sur-Mer — sous le régime de l'association. Saint-Martin accueille alors le chef-lieu et Saint-Nicolas-de-Brem est transformé en commune associée. En 1999, le conseil municipal souhaite transformer le regroupement en fusion simple, impliquant la suppression de la commune associée. Un référendum est organisé le 12 mars 2000, et les Brémois appuient la décision du conseil. Le changement de régime est opéré par un arrêté préfectoral du 10 avril 2000 et entre en vigueur à partir du 15 avril suivant,.
Alors que la commune n'a jamais disposé d'un accès à l'océan Atlantique depuis sa création malgré sa dénomination, un conseil municipal réuni le 11 août 2017 sollicite le préfet de la Vendée pour le rattachement d'une bande du littoral au détriment de la commune de Bretignolles-sur-Mer.
- 1927 : installation de la première cabine téléphonique
- 1932 : arrivée de l'électricité
- 1957 : arrivée de l'eau potable
- 1963 : construction de la Poste
- 1964 : mise en place du service de collecte des ordures ménagères
- 1976 : arrivée des services de santé
- 1984 : classement des vins de Brem en VDQS

## Politique et administration

### Liste des maires
| Période         | Période      | Identité          | Étiquette      | Qualité |
| --------------- | ------------ | ----------------- | -------------- | --- |
| 15 janvier 1974 | mars 1983    | Claire Bourcereau |                | Comptable |
| mars 1983       | 23 mars 2001 | Robert Biron      |                | Retraité des PTT |
| 23 mars 2001    | 28 mai 2020  | Christian Praud   | Modem puis UDI | Inspecteur des impôts |
| 28 mai 2020     | En cours     | Yann Thomas       | DVD            | Directeur général des services de la CC du Pays des Achards 6e vice-président de la CC du Pays de Saint-Gilles-Croix-de-Vie (2020 → ) |

### Instances administratives et intercommunales
Administrativement, la commune dépend de l'arrondissement des Sables-d'Olonne et du canton de Saint-Hilaire-de-Riez.
Historiquement, du début de 1974 à 2015, Brem-sur-Mer appartient au canton de Saint-Gilles-Croix-de-Vie, supprimé à la suite d'un redécoupage opéré en 2014.
À partir du 1er janvier 1997 et jusqu'au 31 décembre 2009, la commune est membre de la communauté de communes Côte-de-Lumière. Depuis le 1er janvier 2010, Brem-sur-Mer appartient au Pays de Saint-Gilles-Croix-de-Vie Agglomération.

### Jumelages
- Mammendorf (Allemagne)

## Population et démographie

### Démographie

#### Évolution démographique
L'évolution du nombre d'habitants est connue à travers les recensements de la population effectués dans la commune depuis 1793. Pour les communes de moins de 10 000 habitants, une enquête de recensement portant sur toute la population est réalisée tous les cinq ans, les populations de référence des années intermédiaires étant quant à elles estimées par interpolation ou extrapolation. Pour la commune, le premier recensement exhaustif entrant dans le cadre du nouveau dispositif a été réalisé en 2008.
En 2022, la commune comptait 2 933 habitants, en évolution de +10,3 % par rapport à 2016 (Vendée : +5,33 %, France hors Mayotte : +2,11 %).
| 1793 | 1800 | 1806 | 1821 | 1831 | 1836 | 1841 | 1846 | 1851 |
| ---- | ---- | ---- | ---- | ---- | ---- | ---- | ---- | ---- |
| 521  | 539  | 690  | 663  | 649  | 697  | 682  | 654  | 656  |

| 1856 | 1861 | 1866 | 1872 | 1876 | 1881 | 1886 | 1891 | 1896 |
| ---- | ---- | ---- | ---- | ---- | ---- | ---- | ---- | ---- |
| 695  | 739  | 726  | 733  | 733  | 718  | 686  | 743  | 798  |

| 1901 | 1906 | 1911 | 1921 | 1926 | 1931 | 1936 | 1946 | 1954 |
| ---- | ---- | ---- | ---- | ---- | ---- | ---- | ---- | ---- |
| 852  | 888  | 831  | 746  | 737  | 800  | 770  | 757  | 780  |

| 1962 | 1968 | 1975  | 1982  | 1990  | 1999  | 2006  | 2008  | 2013  |
| ---- | ---- | ----- | ----- | ----- | ----- | ----- | ----- | ----- |
| 834  | 826  | 1 161 | 1 425 | 1 709 | 2 054 | 2 432 | 2 539 | 2 607 |

| 2018  | 2022  | - | - | - | - | - | - | - |
| ----- | ----- | - | - | - | - | - | - | - |
| 2 780 | 2 933 | - | - | - | - | - | - | - |

#### Pyramide des âges
La population de la commune est relativement âgée.
En 2018, le taux de personnes d'un âge inférieur à 30 ans s'élève à 22,5 %, soit en dessous de la moyenne départementale (31,6 %). À l'inverse, le taux de personnes d'âge supérieur à 60 ans est de 46,9 % la même année, alors qu'il est de 31,0 % au niveau départemental.
En 2018, la commune comptait 1 347 hommes pour 1 433 femmes, soit un taux de 51,55 % de femmes, légèrement supérieur au taux départemental (51,16 %).
Les pyramides des âges de la commune et du département s'établissent comme suit.
| Hommes | Classe d’âge | Femmes |
| ------ | ------------ | ------ |
| 0,9    | 90 ou +      | 3,1    |
| 13,9   | 75-89 ans    | 16,6   |
| 30,1   | 60-74 ans    | 29,2   |
| 17,1   | 45-59 ans    | 16,7   |
| 14,6   | 30-44 ans    | 12,6   |
| 10,1   | 15-29 ans    | 10,2   |
| 13,3   | 0-14 ans     | 11,5   |

| Hommes | Classe d’âge | Femmes |
| ------ | ------------ | ------ |
| 0,8    | 90 ou +      | 2,2    |
| 8,7    | 75-89 ans    | 11,1   |
| 20,3   | 60-74 ans    | 21,3   |
| 20     | 45-59 ans    | 19,4   |
| 17,5   | 30-44 ans    | 16,8   |
| 15     | 15-29 ans    | 13,2   |
| 17,7   | 0-14 ans     | 16,1   |

### Enseignement
La commune compte deux groupes scolaires qui font office à la fois d'école maternelle et d'école primaire : une école publique (Sol-et-Vent), une école privée (Notre-Dame-de-l'Espérance).
Les collèges privés et publics les plus près sont ceux d'Olonne-sur-Mer et de Saint-Gilles-Croix-de-Vie.

### Santé
- L'EHPAD de l'Agaret est un établissement d'hébergement pour personnes âgées dépendantes qui peut accueillir plus de quatre-vingt-six résidents.
- Le pôle médical, regroupe l'ensemble des médecins généralistes et spécialistes au sein d'un même bâtiment.

### Sports
- Le stade municipal Le terrain de football est équipé d'une pelouse synthétique.
- La salle omnisports avec courts de tennis en plein air.

## Économie

### Agriculture et artisanat
Les exploitations agricoles sont principalement situées au nord-est de la commune. L'élevage et la viticulture en sont les principales activités.
L'artisanat s'est fortement développé dans la ville, principalement dans le secteur du bâtiment mais également de la logistique. La zone artisanale, située en bordure de la départementale 80bis, regroupe à ce jour 14 entreprises.
Un parc éolien est situé en bordure de la route départementale 32.
Le secteur industriel n'y est en revanche pas représenté.

### Secteur tertiaire
Le service aux personnes et le commerce
Le tourisme est une activité très importante. La commune compte quatre terrains de camping et plusieurs résidences de vacances.

## Culture locale et patrimoine

### Lieux et monuments
- L'église Saint-Martin était une chapelle de pèlerinage construite par les moines au XIe siècle. Le transept, la façade et le clocher en bec d'hirondelle datent du XIXe siècle. Elle est devenue depuis la fusion avec Saint-Nicolas-de-Brem, l'église paroissiale de la commune.
- L'église Saint-Nicolas[41] est l'une des plus anciennes de Vendée. Elle a été construite durant le XIe siècle. Son existence est attestée dès 1020. Elle a été un sujet de conflit entre l'abbaye de Marmoutier, près de Tours, et l'abbaye Sainte-Croix de Talmond. Un accord entre les deux abbayes a été obtenu en 1098. L'église a été durement endommagée pendant les guerres de Religion notamment lors de l'expédition de Soubise en 1622 qui se termine par la victoire de Riez remportée par Louis XIII. Il ne reste aujourd'hui que la nef centrale, l'abside et les absidioles du XIe siècle. Elle est pauvrement reconstruite au XVIIe siècle.

Sur le portail, on peut voir dans un fronton triangulaire la statue de saint Nicolas entourée de plusieurs motifs mystérieux. Une étude récente avance pour ces sculptures l'hypothèse d'une origine templière. 
À l'intérieur deux fresques du XIIe siècle représentent la Crucifixion du Christ (très effacée) ainsi que l'arrivée des Saintes Femmes au Tombeau.
- Près de l'église Saint-Nicolas, une motte féodale, la butte Saint-Nicolas, surmontée d'un calvaire conserve les vestiges d'un château fort édifié pour la défense de l'ancien port du Bram[43].

En 1918, lors de l'aménagement d'un chemin d'accès au sommet de la motte de Brem, fut découvert, sur le flanc ouest de la motte, un souterrain. M. Baudouin le décrit ainsi : « obstrué par des matériaux et des détritus, il est à peine reconnaissable par les non-initiés ».
- Le vin de Brem est, avec Mareuil, Vix et Pissotte, l'une des quatre régions qui forment les fiefs-vendéens. :C'est à l'époque romaine que furent introduits les premiers plants avec la fondation du port d'Hebromagus.

Durant le Moyen Âge, les moines de Saint-Nicolas vont alors développer l'activité viticole qui sera l'une des richesses de ce port aujourd'hui disparu.
En 1963, les vins obtiennent l'appellation d'Origine Simple et en 1973 les Vins des Anciens Fiefs du Cardinal s'appelleront désormais Les Vins des Fiefs vendéens. :En 1984, les efforts fournis par les viticulteurs ont été récompensés par l'obtention de l'AOVDQS puis de l'AOC en 2011.
Le vignoble s'étend sur 150 hectares situés sur Brem et les communes environnantes. Il est constitué de vignes basses pour la vendange manuelle et de vignes hautes pour la vendange mécanique.
Les cépages utilisés pour les vins blancs sont le Grolleau gris et le Chenin blanc. Ces vins secs se dégustent avec les fruits de mer. Les rosés et les rouges sont élaborés avec les cépages Gamay, Cabernet et Pinot noir.
- Le menhir de la Crulière est un mégalithe datant de l'époque du Néolithique essentiellement composé de quartz blanc dont le poids avoisine les huit tonnes. Il est classé monument historique depuis le 18 février 1934.

L'église Saint-Nicolas-de-Brem
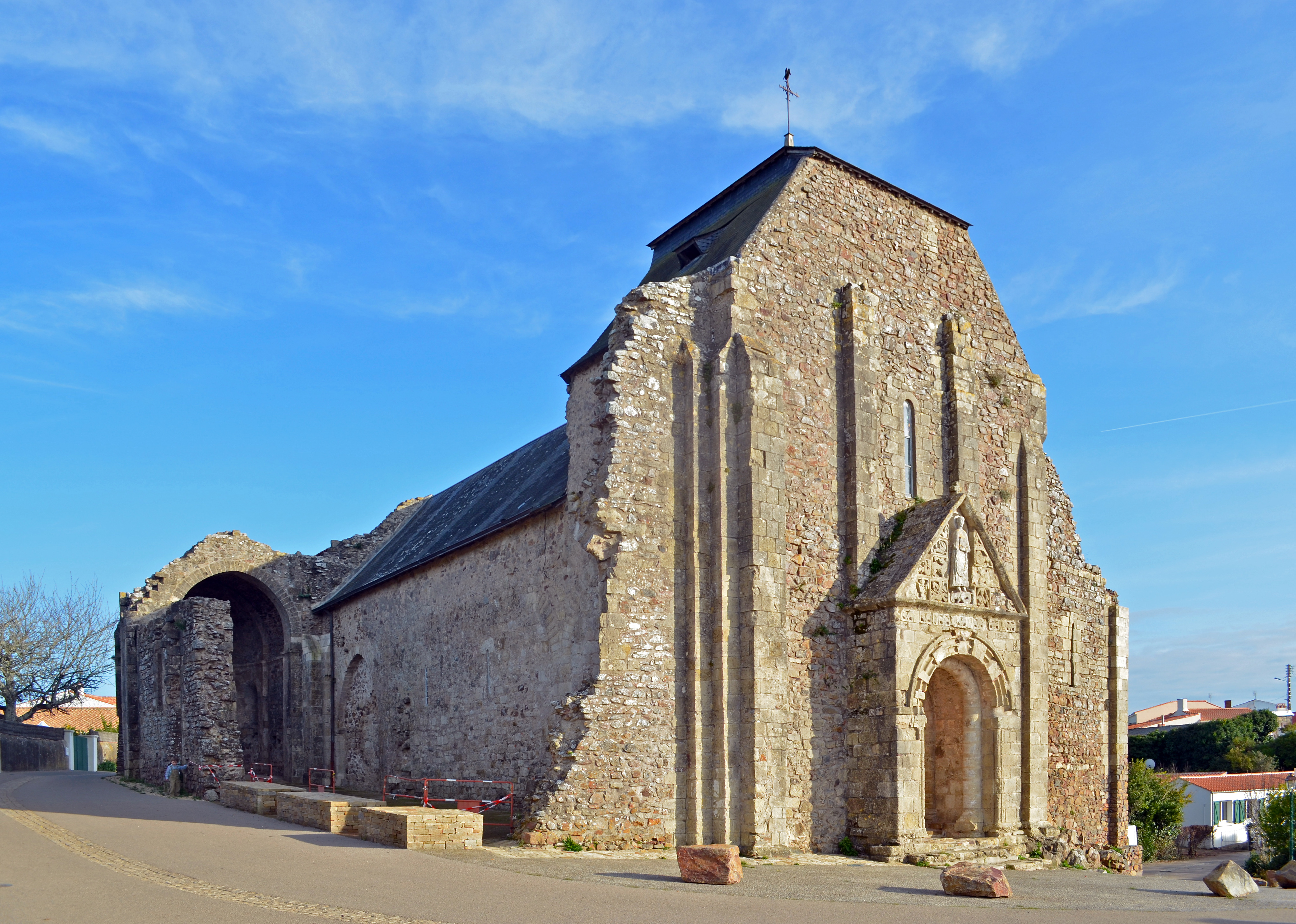
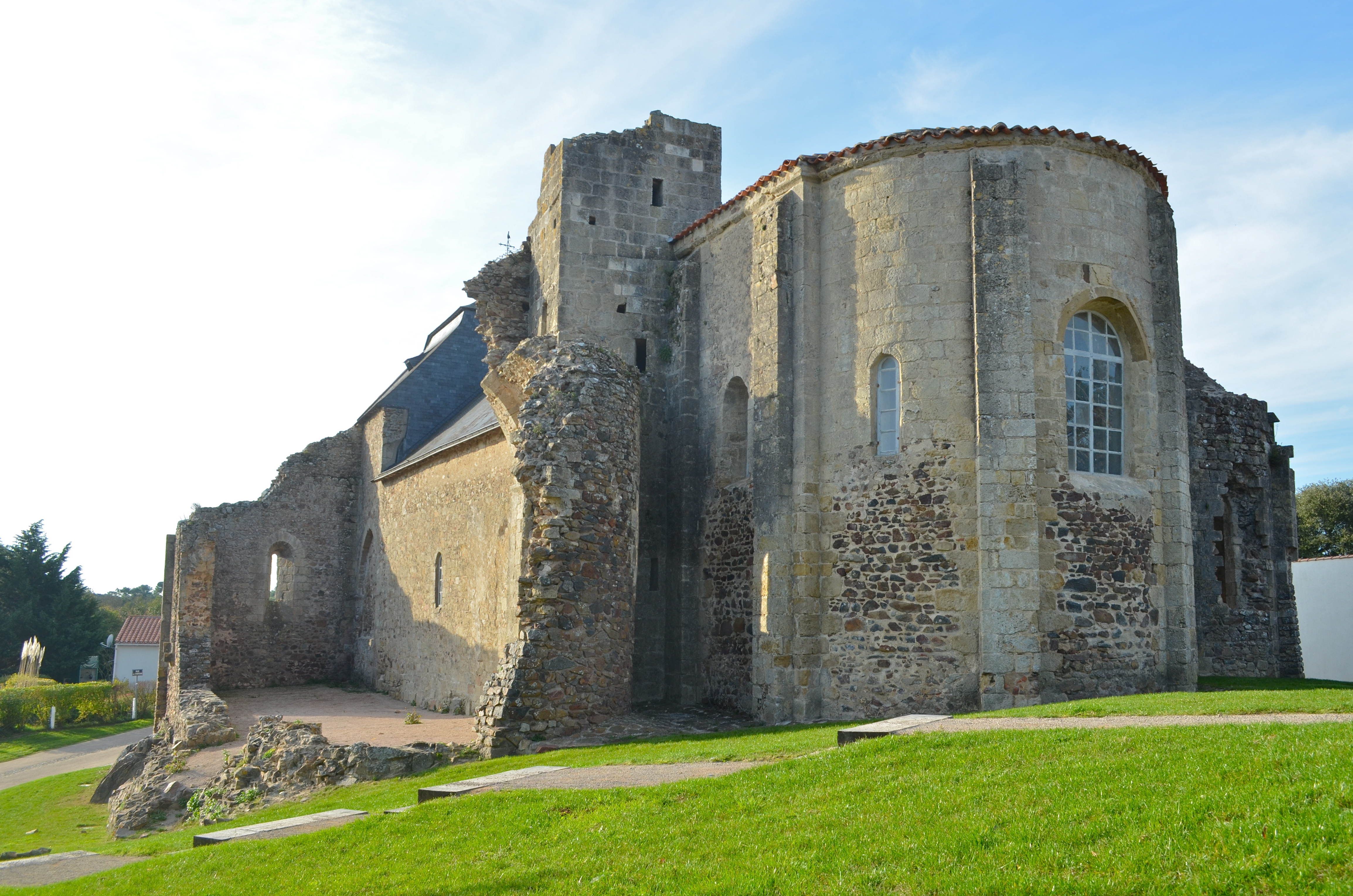
Le chevet.

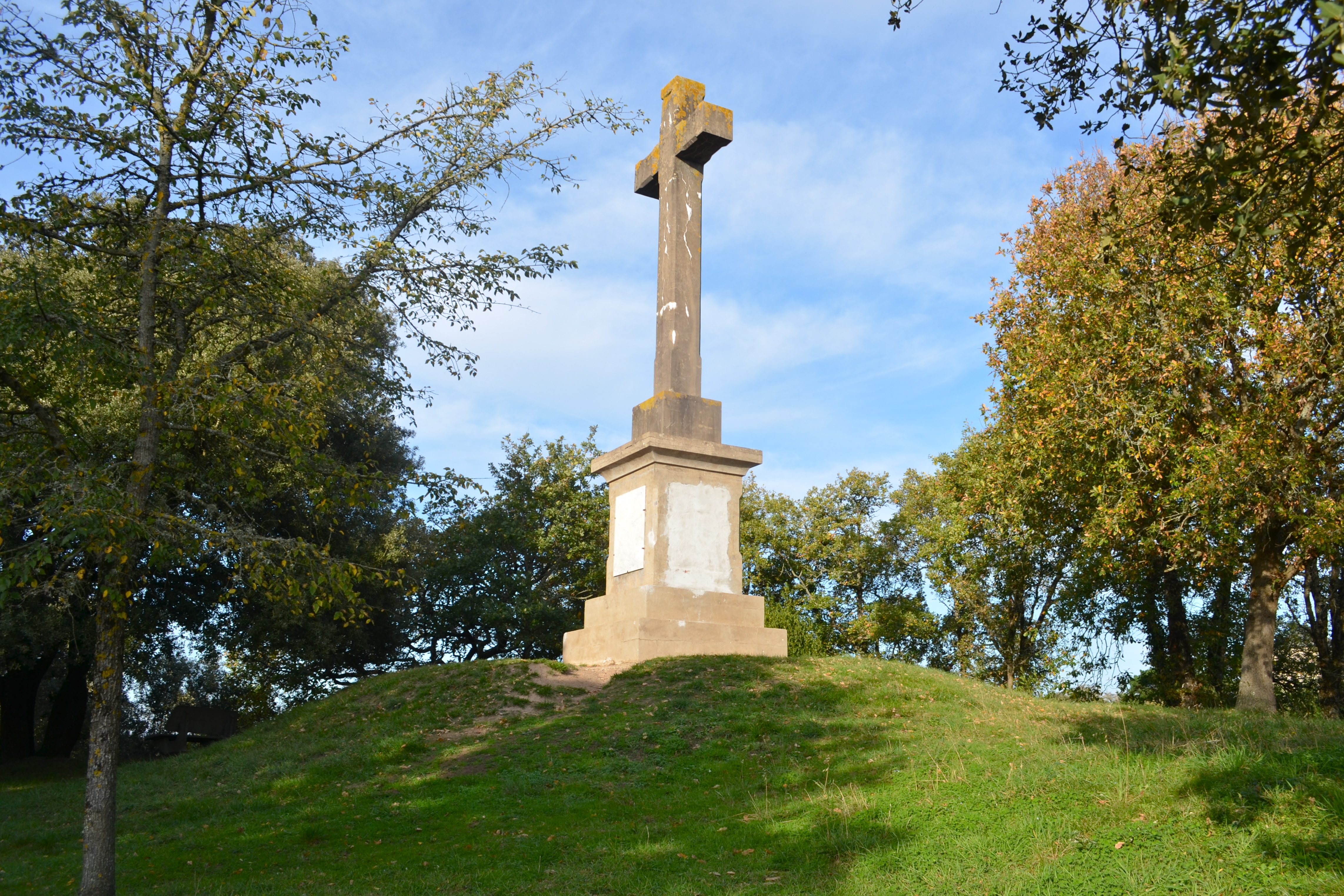
La motte féodale surmontée d'un calvaire.

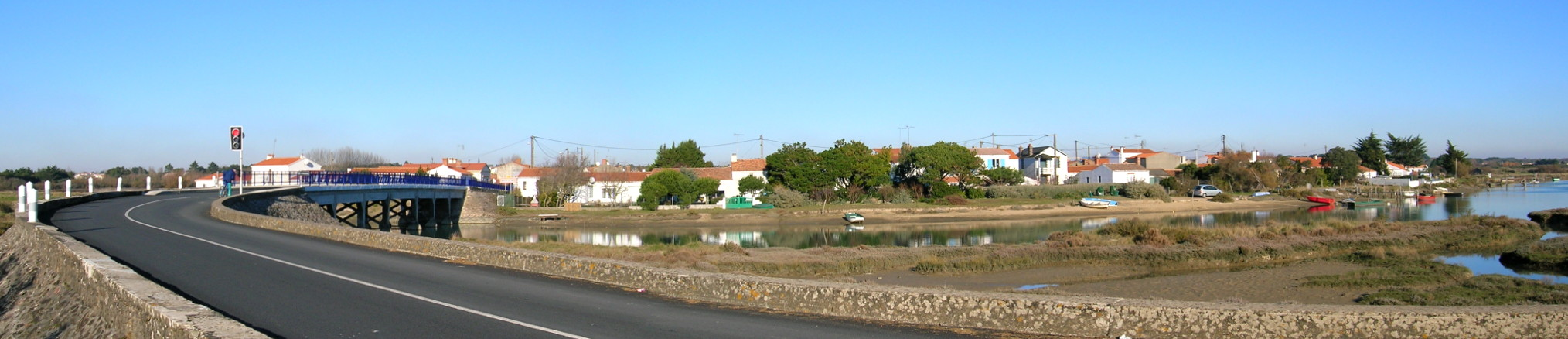
Le village de la Gâchère, sur les bords de l'Auzance.

### Personnalités liées à la commune
- Pierre Budaille (1836-1909), instituteur et communard, est né à Saint-Nicolas-de-Brem.

### Héraldique, devise et logotype
| Blason | Blasonnement : Écartelé : au premier, d'or au manteau gonfalonné d'azur chargé d'une épée du champ ; au deuxième, de gueules à la chapelle campanée d'argent, ouverte et ajourée de sable ; au troisième, de gueules au bateau de sable, habillé et flammé d'argent ; au quatrième, d'or à la grappe de raisin de gueules, tigée et feuillée de sinople. |

La devise de Brem-sur-Mer : Caritas.

Logo de Brem-sur-Mer.